# Erdőhát (Hunyad megye)

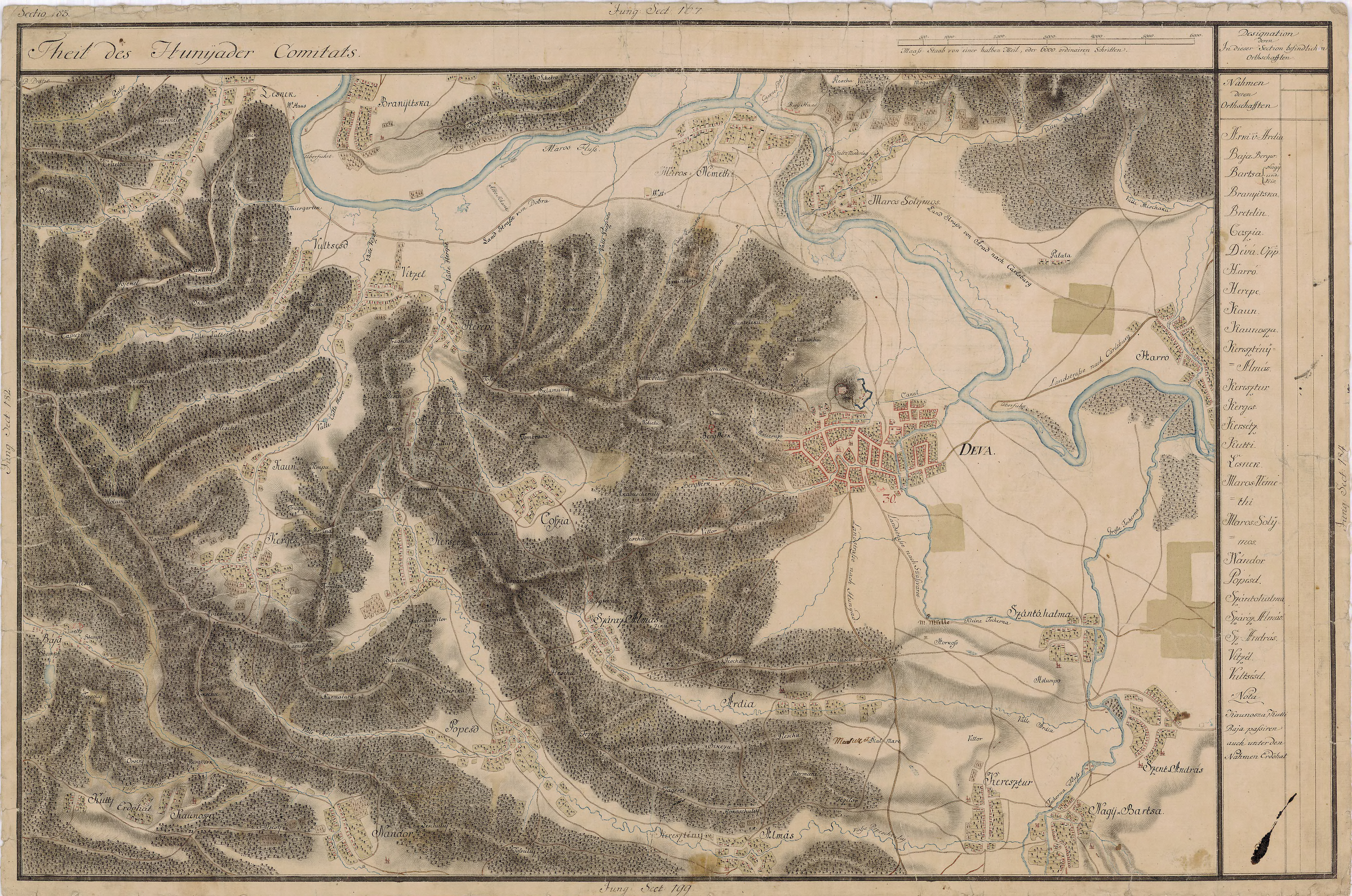
Erdőhát (Dumbrava) egy régi térképen

Erdőhát románul: Dumbrava, falu Romániában, Erdélyben, Hunyad megyében.

## Fekvése
Vajdahunyadtól északnyugatra, a Cserna bal oldali mellékfolyóinak völgyében, Erdőhátrunk és Nándorválya közt fekvő település.

## Története
Erdőhát nevét 1808-ban említette először oklevél Erdőhát néven. Későbbi névváltozatai: 1861-ben Árgyehát, 1913-ban Erdőhát, 1909-1919 között Găunoasa.
1685. május 22-én Pásztóhi György és Vizaknai Sámuel az erdélyi fejedelmi tábla jegyzőinek Illyén kelt I. Apafi Mihály fejedelemnek tett jelentésében a fejedelem  ítéletlevele szólt arról, hogy „Thököly Imre összes részletesen felsorolt birtokainak egynegyed részét a kincstár számára lefoglalták, a többit pedig Thököly három nőtestvérének, akik a lefoglalás alkalmával igényüket bejelentették.” A felsorolt birtokok közt szerepelt a Hunyad megyében fekvő Erdőhát is.
A településhez tartozó Erdőhát-Runtzon a Kismuncseli Nádor ércbányatársaság kezelésében arany, ezüst és ólombánya működött.
A trianoni békeszerződés előtt Hunyad vármegye Vajdahunyadi járásához tartozott. 1910-ben 487 lakosából 464 román, 4 magyar, melyből 483 görögkeleti ortodox volt. 1941-ig hozzá tartozott Csulpesz és Kutyén is. 1941-ben 146 lakosa volt. 1966-ban 85, 1977-ben 74, 2002-ben pedig 40 román lakosa volt.